# Macário Santiago Kastner
Macário Santiago Kastner (* 15. Oktober 1908 in London; † 12. Mai 1992 in Lissabon) war ein britischer Musikwissenschaftler und Musiker.

## Leben und Wirken
Zunächst studierte Kastner Musik in London und Amsterdam. In Leipzig setzte er seine Studien bei Hans Beltz (Klavier), Günther Ramin (Cembalo), Friedrich Högner (1897–1981, Musiktheorie) und Hans Prüfer (Musikwissenschaft) fort und lernte Tasteninstrumentenbau in der Firma Julius Feurich.
Bei Gertrud Wertheim (1890–?), einer Schülerin Wanda Landowskas, in Berlin erweiterte er seine Ausbildung im Cembalospiel. Schließlich zog er 1929 nach Barcelona, wo er sich bis 1936 bei Higinio Anglés auf Musikwissenschaft spezialisierte und weitere Studien im Klavier-, Cembalo- und Clavichordspiel bei Joan Gibert Camins (1890–1966) absolvierte.
Weil er sich auch für die portugiesische Alte Musik interessierte, ließ er sich 1934 in Lissabon nieder. 1947 wurde er Professor am dortigen Conservatório Nacional, wo er bis 1984 Clavichord, Cembalo, Historische Aufführungspraxis, Musikgeschichte und Musikwissenschaft unterrichtete.
Kastner hielt zahllose Vorträge und Kurse in Portugal, Spanien, Frankreich, Belgien, den Niederlanden, Deutschland, Schweden, den USA und Südafrika. Seine Veröffentlichungen zu musikwissenschaftlichen Themen gehen in die Dutzende.
Ab 1947 war er Mitarbeiter des Spanischen Instituts für Musikwissenschaft in Barcelona, ab 1958 Mitglied der musikwissenschaftlichen Kommission der Stiftung Calouste Gulbenkian. In diesen Funktionen bereitete er zahlreiche musikalische und musikwissenschaftliche Quellen auf und gab sie heraus.
Zwei wichtige Kongresse, bei denen er mitwirkte, waren „Le Baroque Musical“, 1957 an der Universität von Lüttich veranstaltet, sowie das „Primer encuentro sobre música antigua instrumental española“, das 1977 in Saragossa stattfand und eine neue Epoche der musikwissenschaftlichen Zusammenarbeit zwischen Spanien und Portugal eröffnete.
Seine Forschung erstreckte sich hauptsächlich auf die iberische Musik für Tasteninstrumente und Harfe des 16. bis 18. Jahrhunderts, aber auch auf das italienische, niederländische, englische und deutsche Repertoire dieser Zeit sowie verschiedene organologische Themen. Zu letzteren zählte das Problem der Rekonstruktion der chromatischen Harfe der Renaissance mit zwei gekreuzten Saitenreihen. Zuletzt widmete er sich der Erforschung der byzantinischen Musiktradition.
Nachdem er bereits Konservator im Musikinstrumentenmuseum des Conservatório Nacional in Lissabon war, wurde er 1976 wissenschaftlicher Mitarbeiter des Portugiesischen Instituts für Kulturerbe als Organologe. Dort war er für die Erfassung und die Vorbereitung der Ausstellungen von historischen Musikinstrumenten zuständig.
Auch als Interpret bereiste er ganz Europa und wurde von etlichen Rundfunk- und Fernsehanstalten aufgenommen. Dabei machte er sich besonders um die Wiederentdeckung des Clavichordes als Konzertinstrument verdient. Außerdem förderte er die Wiederaufführung des Repertoires für Blasinstrumente der Renaissance und des Barock. Zu diesem Zweck gründete und leitete er die Gruppe „Menestréis de Lisboa“.
Auf sein vielfältiges Wirken im Bereich Alter Musik zurückblickend, das ein bewegtes halbes Jahrhundert umspannte, sagte Kastner im Alter scherzhaft von sich selbst: „Ich stamme noch aus den Zeiten Karls des Fünften.“

## Auszeichnungen
- 1965 Korrespondierendes Mitglied der Real Academia de Bellas Artes de San Fernando in Madrid
- 1984 Ehrung der Universität Salamanca für das Lebenswerk
- 1984 Ehrendoktor der Universität Coimbra
- 1984 Komtur des Ordem de Sant'Iago de Espada der portugiesischen Republik
- 1988 Verdienstmedaille des portugiesischen Staatlichen Kultursekretariats
- 1992 (posthum) Großkreuz des Ordem do Infante Dom Henrique der portugiesischen Republik

## Veröffentlichungen

### Bücher
- Música hispânica. O estilo de Padre Manuel R. Coelho, a interpretação de música hispânica para tecla desde 1450 até 1650. Ediçao Ática, Lissabon 1936.
- Contribución al estudio de la música española y portuguesa. Ediçao Ática, Lissabon 1941.
- Carlos de Seixas. Coimbra Editora, Coimbra 1947.
- Federico Mompou. Consejo Superior de Investigaciones Científicas, Madrid 1947.
- Antonio und Hernando de Cabezón: eine Chronik dargestellt am Leben zweier Generationen von Organisten. Schneider, Tutzing 1977.
- Três compositores lusitanos para instrumentos de tecla, séculos XVI e XVII: António Carreira, Manuel Rodrigues Coelho, Pedro de Araújo. Fundaçao Calouste Gulbenkian, Lissabon 1979.
- The Interpretation of 16th- and 17th-Century Iberian Keyboard Music. Pendragon Press, Stuyvesant NY 1987, ISBN 0-918728-53-3.

### Artikel
- La musique de clavier portugaise. In: La Revue musicale. Nr. 195–6. Paris 1940, S. 139–45.
- Tres libros desconocidos con música orgánica en las bibliotecas de Oporto y Braga. In: Anuario musical. Nr. 1. Instituto Español de Musicología, 1946, ISSN 0211-3538, S. 143–146.
- Los manuscritos musicales núms.48 y 242 de la Biblioteca General de la Universidad de Coimbra. In: Anuario musical. Nr. 5, 1950, S. 89–96.
- Parallels and Discrepancies between English and Spanish Keyboard Music of the 16th and 17th Century. In: Anuario musical. Nr. 7, 1952, S. 77–115.
- Portugiesische und spanische Clavichorde des 18. Jahrhunderts. In: Acta Musicologica. Nr. 24. Bärenreiter, Basel 1952, S. 52–61.
- Le “clavecin parfait” de Bartolomeo Jobernardi. In: Anuario musical. Nr. 8, 1953, S. 193–209.
- Relations entre la musique instrumentale française et espagnole au XVIe siècle. In: Anuario musical. Nr. 10/11 (1955/56), S. 84–108, 91–110.
- Una intavolatura d’organo italiana del 1598. In: Collectanea historiae musicae. Nr. 2 (1956/1957). Olschki, Florenz, S. 237–243.
- Algunas cartas del P. Antonio Soler dirigidas al P. Giambattista Martini. In: Anuario musical. Nr. 12, 1957, S. 235–241.
- La música en la Catedral de Badajoz. In: Anuario musical. Nr. 12/15/18 (1957/1960/1963), S. 123–146, 63–83, 223–238.
- Le rôle des tablatures d’orgue au XVIe siècle dans l’avènement du Baroque musical. In: Les Colloques de Wegimont. Nr. 4. Cercle international d’études ethnomusicologiques, Brüssel 1957, S. 131–49.
- Órganos antiguos en España y Portugal. In: Miscelánea en homenaje a Monseñor Higinio Anglés. Consejo Superior de Investigaciones Científicas, Barcelona, S. 433–448 (1958–1961).
- Palencia, encrucijada de los organistas españoles del siglo XVI. In: Anuario musical. Nr. 14, 1959, S. 115–164.
- Veinte años de musicología en Portugal (1940–1960). In: Acta Musicologica. Nr. 33, 1960, S. 1–11.
- Harfe und Harfner in der iberischen Musik des 17. Jahrhunderts. In: Natalicia musicologica Knud Jeppesen septuagenario collegis oblata. Hansen, Kopenhagen 1962, S. 143–146.
- Randbemerkungen zu Juan Cabanilles’ Claviersatz. In: Anuario musical. Nr. 17, 1962, S. 73–97.
- Quelques aspects du Baroque musical espagnol et portugais. In: Actes des Journées internationales d’étude du Baroque. 1 (Montauban). Association des Publications de la Faculté des lettres et sciences humaines, Toulouse 1965, S. 85–90.
- Ursprung und Sinn des “medio registro”. In: Anuario musical. Nr. 29, 1964, S. 57–69.
- Vestigios del arte de Antonio de Cabezón en Portugal. In: Anuario musical. Nr. 21, 1966, S. 105–121.
- Semitonia-Probleme in der iberischen Claviermusik des 16. und 17. Jahrhunderts. In: Anuario musical. Nr. 23, 1968, S. 3–33.
- Problemas de semitonía en la música ibérica para el teclado de los siglos XVI y XVII. In: Joan Baptista Cabanilles: músico valenciano universal. Artes Gráficas Soler, Valencia 1981, S. 119–152.
- Sobre las Diferencias de Antonio de Cabezón contenidas en las “Obras” de 1578. In: Revista de Musicología. Nr. 4. Sociedad Española de Musicologia, 1981, ISSN 0210-1459, S. 213–235.
- A harpa em Portugal (séculos XIV–XVIII). In: Boletim da Associação portuguesa de educação musical. Nr. 42–43. Lissabon 1984, S. 12–16.
- Die im Instrumentenmuseum des Konservatorium zu Lissabon erhaltenen Holzblasinstrumente der Familie Haupt. In: Tibia. Nr. 9. Moeck, 1984, ISSN 0176-6511, S. 128–132.
- La teoría de Tomás de Santa María comparada con la prática de algunos de sus contemporáneos. In: Nassare. Nr. 3. Instituto Fernando el Católico, 1987, ISSN 0176-6511, S. 113–127.